# Gboard
Gboard（ジーボード）は、Googleが開発したAndroidおよびiOS端末向けの仮想キーボードアプリ。2016年5月にiOSで初めて提供され、2016年12月にAndroidでも提供された。

## 概要
2016年5月にiOS版が、2016年12月にAndroidで「Google キーボード」アプリのメジャーアップデートとして、それぞれ提供された。   
Gboardは、Google検索による検索予測を含むウェブ検索機能や文脈に応じて次の単語を提案する予測変換、絵文字入力や共有機能を備え、多言語入力をサポートしている。Google キーボードからのアップデートで、顔文字、ダークテーマ、キーボードの背景画像の追加、 音声検索、予測変換、手書き認識で絵文字入力などの追加機能が追加された。iOSで提供時はキーボードが英語のみサポートし、数か月で徐々に言語が追加され、Android版リリース時は100以上の言語をサポートする。 
2018年8月までに、GboardはGoogle Play ストアで10億回インストールされ、最も人気のあるAndroidアプリの1つとなった。この調査はGoogle Playによるもので、ユーザーによるダウンロードのほか、端末へのプリインストールが含まれる。

## 特徴
Gboardは仮想キーボードアプリとして、Google検索による検索予測を含むウェブ検索機能と絵文字入力、文脈に応じて次の単語を提案する予測変換を備えている。iOS版の2016年5月のリリースでは、Gboardは英語のみをサポートしていたが、Android版リリース時は「100以上の言語」をサポートする。Googleは、Gboardは「今後数か月で」さらに多くの言語を追加すると発表。2019年10月時点で、916の言語がサポートされている。 
GboardはフローティングキーボードとGoogle翻訳を備える。2016年5月のアップデート後、GboardはAndroidで片手モードをサポートするようになった。この機能は、Googleキーボード時代にも追加されていたものである。 
2016年8月にリリースされたiOS版のアップデートで、フランス語、ドイツ語、イタリア語、ポルトガル語、スペイン語が追加され、ユーザーによって入力されたテキストに関連するGIF画像の挿入を提案する「GIFメニュー」も追加された。ダークテーマの新オプション、キーボード背景にカメラロールから画像を追加、などが可能となる。   
2018年3月の別の新しいアップデートでは、音声入力のサポートに加え、クロアチア語、チェコ語、デンマーク語、オランダ語、フィンランド語、ギリシャ語、ポーランド語、ルーマニア語、バローチ語、スウェーデン語、カタロニア語、ハンガリー語、マレー語、ロシア語、ラテンアメリカのスペイン語、トルコ語が追加された。なお、音声入力ではユーザーが「スペースバーの上のマイクボタンを長押しして話す」方式になった。   
2017年4月、GoogleはGboardでサポートされるインドの言語の数を大幅に増やし、11の新しい言語を追加、サポートされるインドの言語の総数を22にまで増やした。 
2017年6月には、Android版で手書き認識の絵文字入力と単一の単語ではなくフレーズ全体を予測する機能をサポートするよう更新された。この機能は、後にiOS版でも組み込まれる予定。 
オフラインでの音声認識機能は2019年3月に追加された。 
2020年2月12日、新機能「絵文字キッチン」が導入され、ユーザーがさまざまな絵文字をマッシュアップして、メッセージに添付して使用できるようになった。 

### 対応言語
英語での頭文字順
A:62言語 B:74言語 C:43言語 D:27言語 E:28言語 F:21言語 G:51言語 H:36言語 I:21言語 J:7言語 K:91言語 L:47言語 M:88言語 N:46言語 O:9言語 P:32言語 Q:2言語 R:15言語 S:102言語 T:54言語 U:13言語 V:14言語 W:15言語 X:3言語 Y:9言語 Z:6言語 

A 62言語
- アブハズ語
- アボルラン語（英語版）
- アブロン語
- アチェ語
- アチョリ語
- アチョミ語
- アダマワ フルフルディ語
- アディゲ語
- アファール語
- アフリカーンス語
- アヒラーニー語
- アヒラーニー語（文字変換）
- アジャグベ語（英語版）
- アカン語
- アコース語
- アラス語
- アルバニア語（ゲグ方言）
- アルバニア語（標準）
- アルバニア語（トスク方言）
- アルザス語
- アルール語
- アムボン マレー語
- アムド チベット語
- アムハラ語
- アミ語
- アナン語
- アンギカ語
- アラビア語（アルジェリア）
- アラビア語（バーレーン）
- アラビア語（チャド方言）
- アラビア語（エジプト）
- アラビア語（湾岸）
- アラビア語（イラク）
- アラビア語（レバント方言）
- アラビア語（リビア）
- アラビア語（モーリタニア）
- アラビア語（モロッコ）
- アラビア語（オマーン）
- アラビア語（サウジアラビア）
- アラビア語（スーダン）
- アラビア語（チュニジア）
- アラビア語（イエメン）
- アラゴン語
- アラカン語
- アルメニア語
- アルメニア語（文字変換）
- アッサム語（アッサム文字）
- アッサム語（ラテン文字）
- アッサム語（文字変換）
- アッシリア語（イラク）
- アッシリア語（シリア）
- アストゥリアス語
- バイエルン オーストリア語
- アヴァル語
- アワディー語
- アワディー語（文字変換）
- アヤクーチョ ケチュア語
- アイマラ語（ボリビア）
- アイマラ語（ペルー）
- アゼルバイジャン語（アゼルバイジャン）
- アゼルバイジャン語（イラン）
- アゼルバイジャン語（ロシア）

B 74言語
- バゲーリー語
- バゲーリー語（文字変換）
- バーガル語（インド）
- バーガル語（インド、文字変換）
- バーガル語（パキスタン）
- バーガル語（パキスタン、文字変換）
- バハマ クレオール語
- バフティヤーリー語
- バリ語（アクサラ バリ文字）
- バリ語（ラテン文字）
- バルカン ガガウズ トルコ語
- バルカン ロマーニー語（ブルガリア）
- バルカンロマーニー語（マケドニア）
- バローチー語
- バルティ語
- バルティ語（文字変換）
- バンバラ語（ラテン文字）
- バンバラ語（ンコ文字）
- バムン文字
- バンガラ語
- バンガイ語
- バンカ マレー語
- ベンガル語（バングラデシュ）
- ベンガル語（インド、ベンガル文字）
- ベンガル語（インド、ラテン文字）
- ベンガル語（インド、文字変換）
- バンジャール語
- バウレ語
- バサ語
- バシキール語
- バスク
- バタク マンダイリン語（スラートバタク文字）
- バタク マンダイリン語（ラテン文字）
- バタク シマルングン語（スラートバタク文字）
- バタク シマルングン語（ラテン文字）
- バタクトバ語
- ベラルーシ語
- ベンバ語
- ベンチ語（ゲエズ文字）
- ベンチ語（ラテン文字）
- ベロム語
- ベタウィ語
- ビリー語（デバナーガリ文字）
- ビリー語（デバナーガリ文字、文字変換）
- ビリー語（グジャラート文字）
- ビリー語（グジャラート文字、文字変換）
- ボージュプリー語
- ボージュプリー語（文字変換）
- ビシュヌプリヤ語
- ビシュヌプリヤ語（文字変換）
- ビスラマ語
- ボド語（ベンガル文字）
- ボド語（ベンガル文字、文字変換）
- ボド語（デバナーガリ文字）
- ボド語（デバナーガリ文字、文字変換）
- ボド語（ラテン文字）
- ボスニア語（キリル文字）
- ボスニア語（ラテン文字）
- プイ語
- ブラーフーイー語（アラビア文字）
- ブラーフーイー語（ラテン文字）
- ブラーフーイー語（文字変換）
- ブルトン語
- ブギス語（ラテン文字）
- ブギス語（ロンタラ文字）
- ブヒッド語
- ブクス語
- ブルガリア語
- ブルベーネ語
- ブンデーリー語
- ブンデーリー語（文字変換）
- ビルマ語
- ブリヤート語（モンゴル）
- ブリヤート語（ロシア）

C 43言語
- ピジン語（カメルーン）
- カーボベルデ クレオール語
- カピス語
- カタロニア語
- セバアラ セヌフォ語
- セブ語
- 中央ビコール語
- 中央マクア語
- 中央マレー語
- チャクマ語
- カルデア現代アラム語
- チャモロ語
- チャバカノ語
- チェチェン語
- チェロキー語（大文字と小文字）
- チェロキー語（大文字のみ）
- チャッティースガリー語
- チャッティースガリー語（文字変換）
- チンボラソ ハイランド キチュワ語
- 中国語（広東語、繁体）
- 中国語（標準語、簡体）
- 中国語（標準語、繁体）
- チッタゴン語
- チッタゴン語（文字変換）
- チョクトー語
- チョクウェ語（アンゴラ）
- チョクウェ語（コンゴ民主共和国）
- チョピ語
- 教会スラヴ語
- チュヴァシ語
- チュワブ語
- 古典シリア語
- コプト語
- コーンウォール語
- コルシカ語
- クリー語（ラテン文字）
- クリー語（音節文字）
- クリミア タタール語（キリル文字）
- クリミア タタール語（ラテン文字）
- クロアチア語
- クスコ ケチュア語
- クヨヌン語
- チェコ語

D 27言語
- ダガリ語
- ダバニ語
- ダッキニー語
- ダン語
- ダンメ語
- デンマーク語
- ダルグワ語
- ダリー語
- ダザガ語
- ダートキ語
- ディベヒ語
- ドゥーンダリ語
- ドゥーンダリ語（文字変換）
- ディンカ語
- ジュラ語（ラテン文字）
- ジュラ語（ンコ文字）
- ドグリ語（アラビア文字）
- ドグリ語（アラビア文字、文字変換）
- ドグリ語（デバナーガリ文字）
- ドグリ語（デバナーガリ文字、文字変換）
- ドグリ語（ラテン文字）
- ドテリ語
- ドンガン語
- ドゥーリ語
- オランダ語（ベルギー）
- オランダ語（オランダ）
- ゾンカ語

E 28言語
- 東フランク語
- 東バローチー語
- 東部チャム語（チャム文字）
- 東部チャム語（ラテン文字）
- ビン東語
- 東オロモ語
- 東部ポー語
- 東部タマン語
- エビラ語
- エド語
- エフィク語
- ロムウェ語
- エミリア語
- 英語（オーストラリア）
- 英語（カナダ）
- 英語（インド）
- 英語（ケニア）
- 英語（ナイジェリア）
- 英語（フィリピン）
- 英語（南アフリカ）
- 英語（イギリス）
- 英語（アメリカ）
- エルジャ語
- エスペラント語
- エストニア語
- エウェ語
- エウォンド語
- エストレマドゥーラ語

F 21言語
- ファン語
- ファンティ語
- フラフラ語
- フェロー語
- フィジー ヒンディー語（デバナーガリ文字）
- フィジー ヒンディー語（ラテン文字）
- フィジー語
- フィリピン語（バイバイン文字）
- フィリピン語（ラテン文字）
- フィンランド語
- フォン語
- フランス語（アフリカ）
- フランス語（ベルギー）
- フランス語（カナダ）
- フランス語（フランス）
- フランス語（スイス）
- フリウリ語
- フラ語（アドラム文字）
- フラ語（ラテン文字）
- フルフルディ語（ニジェール）
- フルフルディ語（ナイジェリア）

G 51言語
- ガガウズ語（キリル文字）
- ガガウズ語（ラテン文字）
- ガリシア語
- ガモ語
- ガルワーリー語
- ガルワーリー語（文字変換）
- ガロ語（ベンガル文字）
- ガロ語（ラテン文字）
- ガロ語（文字変換）
- ガヨ語
- ゲエズ語
- ゲデオ語
- ジョージア語（フツリ）
- ジョージア語（ムヘドルリ文字）
- ドイツ語（オーストリア）
- ドイツ語（ベルギー）
- ドイツ語（ドイツ）
- ドイツ語（ルクセンブルク）
- ドイツ語（スイス）
- ガーナ ピジン語
- ゴーマラ語
- ギラキ語
- ギリアマ語
- ゴドワリ語
- ゴドワリ語（文字変換）
- ゴゴ語
- ゴーンディー語（デバナーガリ文字）
- ゴーンディー語（デバナーガリ文字、文字変換）
- ゴーンディー語（テルグ）
- ゴーンディー語（テルグ文字、文字変換）
- ゴル語
- ゴラニ語
- ゴロンタロ語
- グルマンチェマ語
- ギリシャ語（キプロス）
- ギリシャ語（ギリシャ）
- ギリシャ語（ギリシャ、文字変換）
- グアドループ クレオール語
- グアラニ語
- ガイアナ クレオール語
- ギニアビサウ クレオール語
- グジャラート語（グジャラート文字）
- グジャラート語（ラテン文字）
- グジャラート語（文字変換）
- グジャール語（インド）
- グジャール語（インド、文字変換）
- グジャール語（パキスタン）
- グジャール語（パキスタン、文字変換）
- グレイ語
- グシイ語
- ガイアナ クレオール語

H 36言語
- ハ語
- ハディヤ語（ゲエズ文字）
- ハディヤ語（ラテン文字）
- ハイチ語
- ハカ チン語
- 客家語
- ハルビー語（デバナーガリ文字）
- ハルビー語（デバナーガリ文字、文字変換）
- ハルビー語（オディア文字）
- ハルビー語（オディア文字、文字変換）
- ハニ語
- ハヌノオ語
- ハーラウト語
- ハーラウト語（文字変換）
- ハリヤーンウィー語
- ハリヤーンウィー語（文字変換）
- ハウサ語（ガーナ）
- ハウサ語（ナイジェリア）
- ハワイ語
- ハワイ クレオール英語
- ハウ語
- ハヤ語
- ハザラギ語
- ヘブライ語
- ヘヘ語
- ヒリガイノン語
- 山地マリ語
- ヒンディー語（デバナーガリ文字）
- ヒンディー語（ラテン文字 / インド英語）
- ヒンディー語（文字変換）
- ヒリモツ語
- モン語
- ミャオ語（白苗）
- 東ミャオ語
- ハンガリー語
- フンスリュック語

I 21言語
- イバン語
- イビビオ語
- アイスランド語
- イガラ語
- イボ語
- イロカノ語
- インドネシア語
- インダス コヒスタニ語
- イングーシ語
- インターリングア語
- 国際音声記号
- イヌクティトゥト語（ラテン文字）
- イヌクティトゥト語（音節文字）
- アイルランド語
- イーサーン語
- イソコ語
- イタリア語（イタリア）
- イタリア語（スイス）
- イタウィット語
- ユーミエン語
- イゾン語

J 7言語
- ジャマイカ クレオール語
- ジャンビ マレー語
- 日本語
- ジャワ語（アクサラ ジャワ文字）
- ジャワ語（バニュマス文字）
- ジャワ語（ラテン文字）
- ジンポー語

K 91言語
- キチェ語
- カバルド語
- カビエ語
- カチ コーリー語
- カダザンドスン語
- カファ語
- カラーリット語
- カラム コヒスタニ語
- カルムイク語
- カンバ語
- カンバタ語（ゲエズ文字）
- カンバタ語（ラテン文字）
- カングリ語
- カンカネイ語
- カンナダ語（カンナダ文字）
- カンナダ語（ラテン文字）
- カンナダ（文字変換）
- カナウジ語
- カナウジ語（文字変換）
- カヌリ語
- パンパンガ語
- カラチャイ バルカル語
- カラカルパク語（キリル文字）
- カラカルパク語（ラテン文字）
- キナライア語
- カレリア語
- カロ語
- カシミール語（アラビア文字）
- カシミール語（アラビア文字、文字変換）
- カシミール語（デバナーガリ文字）
- カシミール語（デバナーガリ文字、文字変換）
- カシミール語（ラテン文字）
- カシューブ語
- カザフ語（キリル文字）
- ケダ マレー語
- ケクチ語
- ジャウィ語
- カム チベット語
- カーシ語
- クメール語
- スリン クメール語
- クム語
- ホラサン トルコ語（アラビア文字）
- ホラサン トルコ語（ラテン文字）
- コワール語
- キガ語
- キコンゴ キトゥバ語
- キクユ語
- キンブンド語
- キニヤルワンダ語
- キプシギス語
- キリバス語
- クルマンジー語
- キトゥバ語
- コヒスタン シナー語
- コクバラ語（ベンガル文字）
- コクバラ語（ベンガル文字、文字変換）
- コクバラ語（ラテン文字）
- ケルシュ語
- コメリン語
- コミ ペルミャク語
- コミジリエーン語
- コンゴ語
- コンカニ語（デバナーガリ文字）
- コンカニ語（デバナーガリ文字、文字変換）
- コンカニ語（カンナダ文字）
- コンカニ語（カンナダ文字、文字変換）
- コンカニ語（ラテン文字）
- コンコンバ語
- コンゾ語
- クーンゴ語
- 韓国語
- コルク語
- コルク語（文字変換）
- コロナダル ブラーン語
- クリオ語
- クマレイ語
- クイ語
- クマーオニー語
- クマーオニー語（文字変換）
- クムク語
- クルド語（イラン、アラビア文字）
- クルド語（イラク、アラビア文字）
- クルド語（ラテン文字）
- クルク語（デバナーガリ文字）
- クルク語（デバナーガリ文字、文字変換）
- クルク語（マラヤーラム文字）
- クタイ マレー語
- カッチ語
- クワニャマ語
- キルギス語

L 47言語
- ラディン語
- ラディーノ語
- ラディーノ語（イスラエル）
- ラフ語
- ラク語
- ラキ語
- ラコタ語
- ラマ語
- ランバディ語（デバナーガリ文字）
- ランバディ語（デバナーガリ文字、文字変換）
- ランバディ語（カンナダ文字）
- ランバディ語（テルグ文字）
- ランバディ語（テルグ文字、文字変換）
- ランプンアピ語
- ランゴ語
- ラオ語
- ラオ語（文字変換）
- ラトガリア語
- ラテン語
- ラトビア語
- レド カイリ語
- レンドゥ語
- レプチャ語（レプチャ文字）
- レプチャ語（チベット文字）
- レズギ語（アゼルバイジャン）
- レズギ語（ロシア）
- リグリア語
- リンブ語（デバナーガリ文字）
- リンブ語（リンブ文字）
- リンブルフ語
- リンガラ語（アンゴラ）
- リンガラ語（DRC）
- リス語
- リトアニア語
- リヴォニア語
- リッヴィ語
- ロジバン語
- ロンバルド語
- ロムウェ語
- 低ザクセン語
- 低地ソルブ語
- ルバカサイ語
- ルバカタンガ語
- ルガンダ語
- ルグバラ語
- ルオ語
- ルクセンブルク語

M 88言語
- マアニヤン語
- マサイ語
- マーイマーイ語
- マバ語（アラビア文字）
- マバ語（ラテン文字）
- マケドニア語
- マドゥラ語
- マガヒー語（インド）
- マガヒー語（インド、文字変換）
- マガヒー語（ネパール）
- マギンダナオ語
- マハラーシュトラ コンカニ語
- マハスパハリー語
- マイティリー語（デバナーガリ文字）
- マイティリー語（ラテン文字）
- マイティリー語（文字変換）
- マカッサル マレー語
- マカッサル語（ラテン文字）
- マカッサル語（ロンタラ文字）
- マクアミート語
- マコンデ語
- マダガスカル語
- マレー語（ブルネイ、アラビア文字）
- マレー語（ブルネイ、ラテン文字）
- マレー語（マレーシア、アラビア文字）
- マレー語（マレーシア、ラテン文字）
- マレー語（シンガポール、ラテン文字）
- マラヤーラム語（ラテン文字）
- マラヤーラム語（マラヤーラム文字）
- マラヤーラム語（文字変換）
- マルタ語
- マールヴィー語
- マールヴィー語（文字変換）
- ママサ語
- マナド マレー語
- マンダル語
- マンデアーリー語
- マンデアーリー語（文字変換）
- マンディンカ語
- マンガライ語
- マニプリ語（ベンガル文字）
- マニプリ語（ベンガル文字、文字変換）
- マニプリ語（ラテン文字）
- マニプリ語（メイテイ文字）
- マニプリ語（メイテイ文字、文字変換）
- マン島語
- マオリ語
- マラナオ語
- マラーティー語（デバナーガリ文字）
- マラーティー語（ラテン文字）
- マラーティー語（文字変換）
- マルバ語
- マールワーリー語（インド）
- マールワーリー語（インド、文字変換）
- マールワーリー語（パキスタン）
- マールワーリー語（パキスタン、文字変換）
- マサバ語
- マッサ語
- マーザンダラーン語
- 牧地マリ語
- メフリ語
- ムラナウ語
- メンデ語
- メル語
- メールワーリー語
- メールワーリー語（文字変換）
- メーワーリー語
- メーワーリー語（文字変換）
- ミナンカバウ語
- メグレル語
- ミゾ語
- モバ語
- モクシャ語
- モン語
- モンゴル語
- モンゴル語（文字変換）
- モンゴンドウ語
- モンテネグロ語（キリル文字）
- モンテネグロ語（ラテン文字）
- モシ語
- ムナ語
- ムンダン語
- ムンダリ語（ベンガル文字）
- ムンダリ語（デバナーガリ文字）
- ムンダリ語（ラテン文字）
- ムンダリ語（オディア文字）
- ムオン語
- ムシ語

N 46言語
- ナワトル語
- ナンデ語
- ナンディ語
- ナウル語
- ナバホ語
- ンダウ語
- ンドンガ語
- ナポリ語
- ネネツ語
- ネパール語（インド、デバナーガリ文字）
- ネパール語（インド、ラテン文字）
- ネパール語（インド、文字変換）
- ネパール語（ネパール、デバナーガリ文字）
- ネワール語
- ガジュ語
- ンガムバイ語
- ングバカバヤ語
- ニアス語
- ピジン語（ナイジェリア）
- ニマディ語
- ニマディ語（文字変換）
- ニウエ語
- ンコレ語
- 北モルッカ マレー語
- 北ベツィミサラカ マラガシ語
- 北部グレボ語
- 北部ヒンドコ語
- 北部ヒンドコ語（文字変換）
- 北ロル語
- ビン北語
- 北ンデベレ語
- 北サーミ語
- 北ソト語
- 北タイ語
- ノルウェー語ボークモール
- ノルウェー語（ニーノシク）
- エンチャム語
- ヌン語
- 四川彝語（ラテン文字）
- 四川彝語（イ文字）
- ヌペ語
- ニャキュサ語
- ニャムウェジ語
- ニャンジャ語
- ニャトゥル語
- ニョロ語

O 9言語
- オック語
- オディア語（ラテン文字）
- オディア語（オディア文字）
- オディア語（文字変換）
- オジブワ語（ラテン文字）
- オジブワ語（音節文字）
- オロモ語
- オセージ語
- オセット語

P 32言語
- パーオー カレン語
- パハール ポツワーリー語
- パハール ポツワーリー語（文字変換）
- パランティーヌ ドイツ語
- パモナ語
- パンガシナン語
- パピアメント語（アルバ）
- パピアメント語（ボネール、キュラソー）
- パプア マレー語
- パラウクワ語
- パルカリ コーリー語
- パシュト語
- パシュト語（文字変換）
- ペルシャ語
- ペルシャ語（文字変換）
- ピカルディ語
- ピエモンテ語
- 高原マラガシ語
- ポコット語
- ポーランド語
- ポントス ギリシャ語
- ポルトガル語（アフリカ）
- ポルトガル語（アンゴラ）
- ポルトガル語（ブラジル）
- ポルトガル語（マカオ）
- ポルトガル語（ポルトガル）
- プラール語
- パンジャブ語（アラビア文字）
- パンジャブ語（アラビア文字、文字変換）
- パンジャブ語（グルムキー文字）
- パンジャブ語（グルムキー文字、文字変換）
- パンジャブ語（ラテン文字）

Q 2言語
- カシュガイ語
- ケチュア語

R 15言語
- ランプリ語（ベンガル文字）
- ランプリ語（デバナーガリ文字）
- ランプリ語（デバナーガリ文字、文字変換）
- レジャン語
- レユニオン クレオール語
- イリガビコール語
- ロヒンギャ語
- ルーマニア語（モルドバ）
- ルーマニア語（ルーマニア）
- ロマンシュ語
- ルンディ語
- ロシア語（ベラルーシ）
- ロシア語（キルギス）
- ロシア語（ロシア）
- ルシン語

S 102言語
- サバ マレー語
- サドリ語
- セントルシア クレオール フランス語
- サカラヴァ マラガシ語
- サカ語
- サモア語
- サモギティア語
- サンゴ語
- サンスクリット語（デバナーガリ文字）
- サンスクリット語（ラテン文字）
- サンスクリット語（文字変換）
- サンタル語（ベンガル文字）
- サンタル語（ベンガル文字、文字変換）
- サンタル語（デバナーガリ文字）
- サンタル語（ラテン文字）
- サンタル語（オルチキ文字）
- サンタル語（オルキチ文字、文字変換）
- サラ語
- サライキ語（シンド アラビア文字）
- サライキ語（シンド アラビア文字、文字変換）
- サライキ語（ウルドゥー アラビア文字）
- サライキ語（ウルドゥー アラビア文字、文字変換）
- サルデーニャ語
- ササク語（アクサラ バリ文字）
- ササク語（ラテン文字）
- サッサリ語
- サウラーシュトラ語
- スコットランド語
- スコットランド ゲール語
- セバト ベト グラゲ語
- セナ語
- セルビア語（キリル文字）
- セルビア語（ラテン文字）
- セレール語
- ソト語（レソト）
- ソト語（南アフリカ）
- クレオール語（セーシェル）
- スゴー カレン語
- シャン語
- シェカワティ語
- シェカワティ語（文字変換）
- シェルパ語
- シナー語
- シナー語（文字変換）
- ショナ語
- シベリア タタール語
- シチリア語
- シダモ語
- シレジア語
- シルテ語（ゲエズ文字）
- シルテ語（ラテン文字）
- シンド語（アラビア文字）
- シンド語（アラビア文字、文字変換）
- シンド語（デバナーガリ）
- シンド語（デバナーガリ文字、文字変換）
- シンド語（ラテン文字）
- シンハラ語
- シンハラ語（文字変換）
- スロバキア語
- スロベニア語
- ソガ語
- ソマリ語
- ソンゲ語
- ソニンケ語
- 南ボリビア ケチュア語
- 南東パシャイ語
- 南バローチー語
- 南バローチー語（文字変換）
- 南ベツィミサラカ マラガシ語
- 南部ヒンドコ語
- 南部ヒンドコ語（文字変換）
- 南部クルド語
- 南ロル語
- ビン南語（POJ）
- ビン南語（TL）
- 南ンデベレ語
- 南オロモ語
- 南タイ語
- 南西パシャイ語
- スペイン語（アルゼンチン）
- スペイン語（ラテンアメリカ）
- スペイン語（メキシコ）
- スペイン語（スペイン）
- スペイン語（米国）
- スラナン語
- スクマ語
- スンダ語（アラビア文字）
- スンダ語（ラテン文字）
- スンダ語（スンダ文字）
- スピレ語
- サルグジャ語
- スルジャプリ語
- スルジャプリ語（文字変換）
- スワヒリ語
- スワジ語（南アフリカ）
- スワジ語（スワジランド）
- スウェーデン語（フィンランド）
- スウェーデン語（スウェーデン）
- ドイツ語（スイス）
- シレット語（ベンガル文字）
- シレット語（ラテン文字）
- シレット語（シロティ ナグリ文字）

T 54言語
- タバサラン語
- タヒチ語
- タイ ダム語（ラテン文字）
- タイ ダム語（タイ ヴィエト文字）
- タイ ロ語
- タイ ヌア語
- タジク語
- タリシュ語（アゼルバイジャン）
- タレシュ語（イラン）
- タリシュ語（ロシア）
- タマージク語（ラテン文字）
- タマージク語（ティフィナグ文字）
- タミル語（インド、ラテン文字）
- タミル語（インド、タミル文字）
- タミル語（インド、文字変換）
- タミル語（シンガポール）
- タミル語（スリランカ）
- タンドゥルイ マハファリ マダガスカル語
- タタール語
- タチ語
- タウスグ語
- テイ語
- テルグ語（ラテン文字）
- テルグ語（テルグ文字）
- テルグ語（文字変換）
- テムネ語
- テソ語
- テテラ語
- テトゥン語
- タイ語
- チベット語
- ティグリニャ語（エリトリア）
- ティグリニャ語（エチオピア）
- ティブ語
- トクピシン語
- トケラウ語
- トンガ語
- トロ語
- トラジャ＝サダン語
- トールワリー語
- トリニダード クレオール英語
- ツォンガ語
- ツワ語
- ツワナ語（ボツワナ）
- ツワナ語（南アフリカ）
- トゥル語
- トゥル語（文字変換）
- トゥンブカ語
- トゥルカナ語
- トルコ語（キプロス）
- トルコ語（トルコ）
- トルクメン語
- ツバル語
- トゥバ語

U 13言語
- ウドムルト語
- ウクライナ語
- ムブンドゥ語
- 上部ザクセン語
- 高地ソルブ語
- ウルドゥー語（インド）
- ウルドゥー語（インド、ラテン文字）
- ウルドゥー語（インド、文字変換）
- ウルドゥー語（パキスタン）
- ウルム語
- ウイグル語
- ウズベク語（キリル文字）
- ウズベク語（ラテン文字）

V 14言語
- ヴァイ文字
- バレンシア語
- ヴァルハディ語
- ヴァルハディ語（文字変換）
- ヴァサヴィ語（デバナーガリ文字）
- ヴァサヴィ語（グジャラート文字）
- フェルウェ語
- ヴェンダ語
- ヴェネト語
- ヴェプス語
- ベトナム語
- ヴラックス ロマーニー語（アルバニア）
- ヴラックス ロマーニー語（ルーマニア）
- ヴォロ語

W 15言語
- ワグディ語
- ワグディ語（文字変換）
- ワロン語
- ワネツィ語
- ワライ語
- ワユー語
- ウェールズ語
- 西フラマン語
- 西バローチー語
- 西部チャム語（チャム文字）
- 西部チャム語（ラテン文字）
- 西フリジア語
- 西部カヤー語（カヤー文字）
- ウォライタ語
- ウォロフ語

X 3言語
- ハアソンガハンノ語
- コーサ語
- ソン語

Y 9言語
- ヤカー語
- ヤオ語
- イディッシュ語（イスラエル）
- イディッシュ語（米国）
- イディッシュ語（米国、文字変換）
- ヨンベイチワン語
- ヨルバ語
- 右江区チワン語
- ユカテコマヤ語

Z 6言語
- ザンデ語
- ザルマ語
- ザザ語
- ゼーランド語
- チワン語
- ズールー語

### Gboard 版 Google 日本語入力
Gboardは日本語キーボードとしてGoogle 日本語入力と同じ言語変換エンジンが組み込まれている。
Gboardはスタンドアロン版の「Google 日本語入力」アプリと異なり、すでにGoogle 日本語入力を別途インストールしたAndroid端末では「Gboard」と「Google 日本語入力」アプリの両者共存が可能である。
「Google 日本語入力」アプリのサポート終了後も、Gboardに組み込まれたGoogle 日本語入力のエンジンは更新されている。

#### 経緯
- 2017年
  - 9月20日 - iOS版GboardにてGoogle 日本語入力が使用可能になる[25]。
  - 10月26日 - Android版Gboard 6.7 betaにて日本語入力が使用可能になる[26]。
  - 11月16日  - Android版Gboard正式版にて日本語入力が使用可能になる[27]。

## 評価
2016年、米日刊新聞『ウォール・ストリート・ジャーナル』はキーボード、特に統合されたGoogle検索機能を高く評価した。ただし、アプリは現在、デバイス上の他のアプリとの統合をサポートしていないことがわかった。つまり、「映画『キャプテン・アメリカ』のチケットを購入」などのユーザーからのリクエストは、スマートフォンにインストールされている映画チケットの予約アプリではなく、ウェブブラウザに送られる。また、ウォール・ストリート・ジャーナルは予測変換エンジンを称賛し、「ほとんどの競合他社を打ち負かし、使用する度に賢くなる」と評価した。それからGboardが「単語を入力する時に絵文字を巧みに提案する」とも指摘している。ただ、片手モード（2016年5月にAndroid版に追加された）およびキーの配色やサイズを変更するオプションが欠如し、「キーボードをカスタマイズしたい場合にGboardはおすすめできない」と論じた。